# Gare de Saint-Georges-de-Reneins
Gare de Saint-Georges-de-Reneins – przystanek kolejowy w Saint-Georges-de-Reneins, w departamencie Rodan, w regionie Owernia-Rodan-Alpy, we Francji.
Została otwarta w 1854 przez Compagnie du chemin de fer de Paris à Lyon (PL). Obecnie jest przystankiem kolejowym Société nationale des chemins de fer français (SNCF), obsługiwanym przez pociągi TER Rhône-Alpes.